# 水無バイパス
水無バイパス（みずなしバイパス）とは、栃木県日光市内において整備されている国道119号のバイパスである。

## 概要

### 道路諸元
- 起点 : 栃木県日光市森友北交差点
- 終点 : 栃木県日光市水無
- 全長 : 約2.9 km
- 規格 : 第3種第2級
- 標準道路幅員 : W=13.0 m
- 車線数 : 2車線
- 車線幅員 : W=3.25 m
- 設計速度 : V=60 km/h

### 概説
栃木県西部を東西に横断する国道119号は栃木県の県都・宇都宮市と国際的な観光地である日光市とを結び、また広域的には隣接する国道120号と一体的に北関東を連絡する主要幹線道路である。
並行する日光宇都宮道路と共に産業の根幹を物流面から支える重要な役割を果たす一方、沿線には世界遺産に指定されている日光の社寺があり、また道路それ自体も“日光杉並木街道”とも呼ばれる程に杉が林立し観光面で重要な路線となっているのに加え、域内では生活道路としても機能している現状がある。
こうした状況を踏まえ、日光鬼怒川観光圏への更なるアクセス向上や歩道整備による交通安全の確保、並木杉の倒木等のリスク回避および並木の保全を目的に計画されたのが、水無バイパスである。
バイパスは起点側で日光市道瀬川森友線（通称、今市バイパス）に、終点側で国道119号大沢バイパスと接続する事となり、完成後はこれら道路や県道だいや川公園線と一体的に日光市大沢から東武日光駅近くまでを結ぶ広域バイパスが形成され、栃木県の掲げる「人にやさしい県土60分構想」に資するものと考えられている。また、日光産業団地や林野庁日光森林管理署等への主要アクセス路としても活用される。
整備事業は2013年度より着手され、2015年度までの事前調査や用地取得を経て2016年度より工事着手を計画。
事業は起点から市道森友芹沼線と接続するまでの区間（約700 m）を1期、森友芹沼線から終点に至る区間（約2,200 m）を2期とし、うち2期区間は延長が長い事から段階的な整備が考えられている。また、終点側交差点付近には流末を処理するための調整池も整備される。2021年10月8日に開通。
水無バイパスの開通と周辺市道の整備に伴い、旧道のうち約800mが、杉並木の保全を目的として2022年3月22日より恒久的に車両通行止めとなっている。